# Київське вище військово-морське політичне училище
Ки́ївське ви́ще військо́во-морське́ політи́чне учи́лище (КВВМПУ) — історичний вищий військовий навчальний заклад в Києві. В училищі, єдиному в СРСР, готували політичних працівників для кораблів та флоту СРСР.

## Історія

Випуск 1980-ті роки

КВВМПУ було засноване в 1967 році на території що належала Києво-Могилянській академії, пізніше Київській духовній академії. Після її закриття тут знаходився штаб Дніпровської військової флотилії. З 1948 рік по 1957 рік тут проіснувало КВМПУ. Комплексу будівель, у яких розміщувався навчальний заклад офіційно була присвоєна поштова адреса: Контрактова площа 14.
КВВМПУ сформовано відповідно до постанови Центрального Комітету КПРС від 21 січня 1967 р. «Про заходи щодо поліпшення партійно-політичної роботи в Радянській Армії і Військово-Морському Флоті». У 1972 році училище було нагороджено Ювілейним почесним знаком ЦК КПРС, Президії Верховної Ради СРСР і Ради Міністрів СРСР за високі показники в соціалістичному змаганні на честь 50-річчя утворення СРСР. Головнокомандувач Військово-Морським Флотом СРСР Адмірал флоту Радянського Союзу С. Г. Горшков, який побував в Київському ВВМПУ, зазначав: «В училищі створені всі умови для підготовки висококваліфікованих офіцерів-військових моряків, політичних працівників для нашого Військово-Морського Флоту. Устаткування кабінетів, навчальні, побутові і клубні приміщення залишають гарне враження і свідчать про турботу командування і професорсько-викладацького складу щодо їх розвитку і вдосконалення».
На рахунку курсантів училища було чимало океанських плавань. У практику входило стажування курсантів випускного курсу на бойових кораблях, що виконували складні навчальні завдання на просторах Світового океану. На навчальних кораблях «Гангут», «Смольний» і «Бородіно» було здійснено кілька походів навколо Європи. Курсанти КВВМПУ не раз перетинали Атлантику, побували у багатьох портах Європи, в країнах Африки, Латинської Америки, в столиці Куби — Гавані.
За вагомі успіхи у професійній підготовці висококваліфікованих кадрів для Військово-Морського Флоту училище нагороджено Почесною Ленінською грамотою, грамотою Президії Верховної Ради УРСР, перехідним Червоним прапором ЦК ВЛКСМ — «Найкращій комсомольській організації вищого військово-морського навчального закладу».

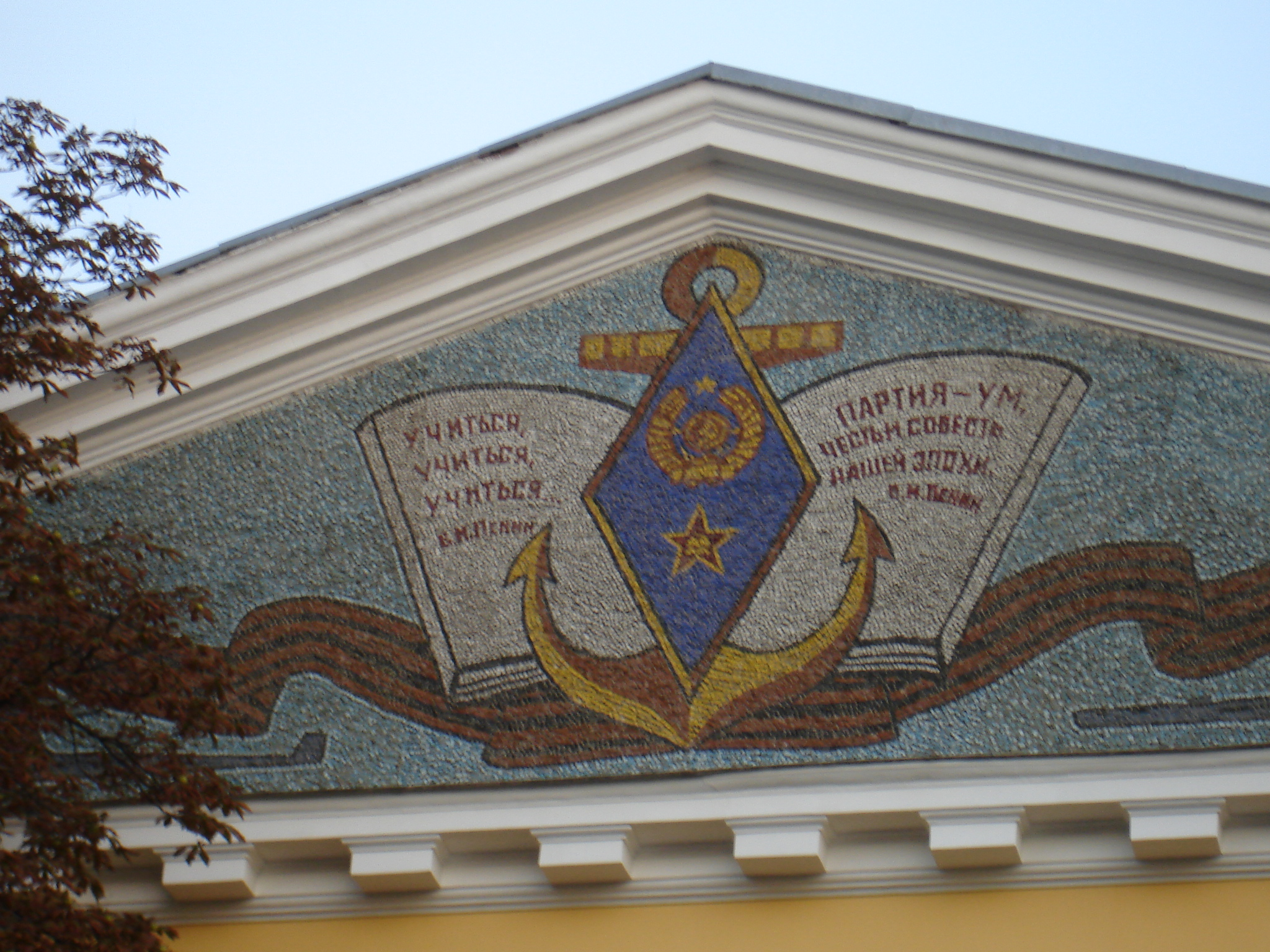
Фронтон створений за часів СРСР

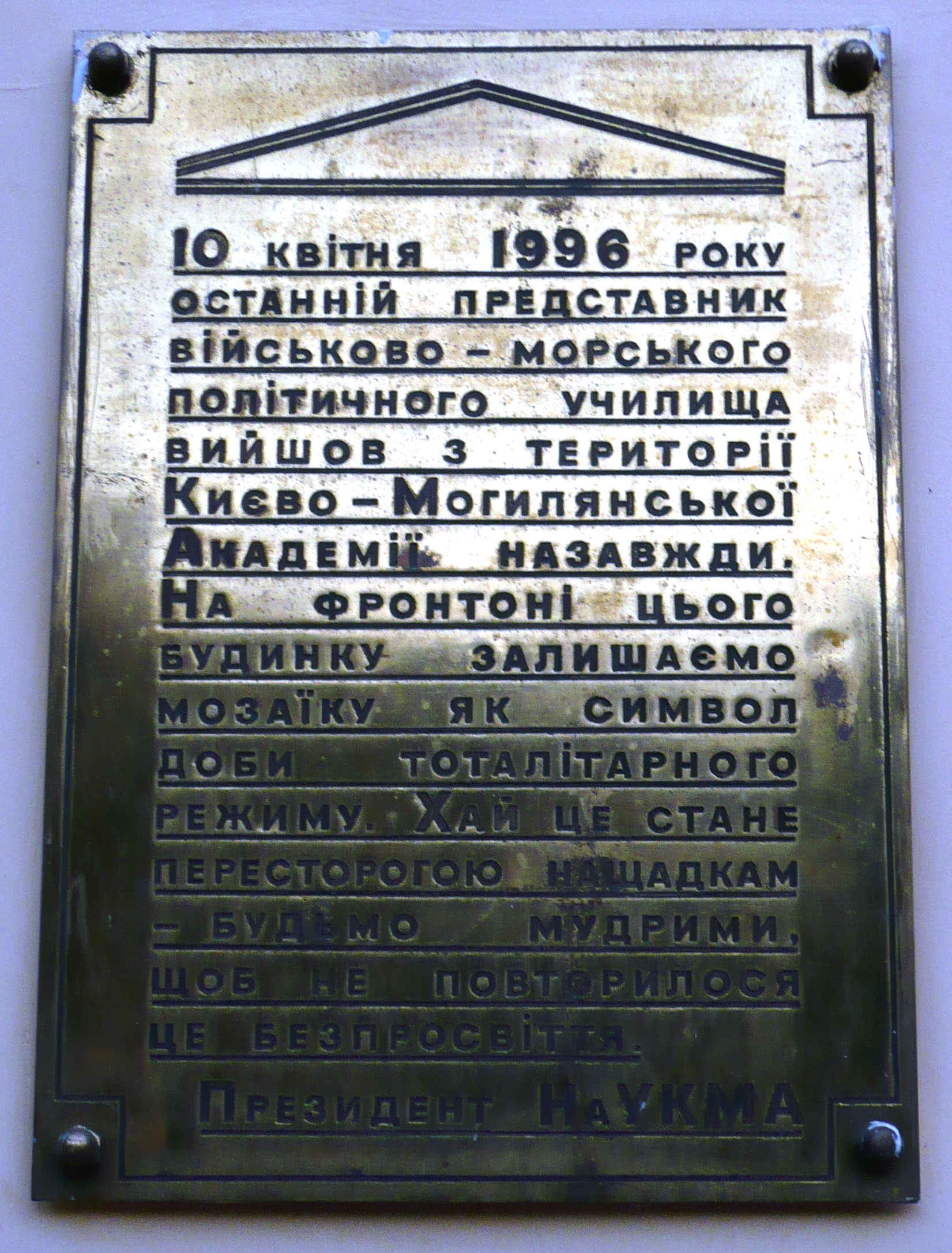
Табличка про залишення мозаїки створеної за часів КВВМПУ

У 1995 році відбувся останній випуск КВВМПУ, а в 1996 військові полишили всі будівлі які належали училищу. Від 1992 року в окремих будівлях КВВМПУ, що поступово звільнялись в зв'язку із скороченням, було розміщено Національний університет «Києво-Могилянська академія».

## Відомі випускники
| - Адамсонс Яніс - Бондарчук Ігор Володимирович - Кожем'якін Андрій Анатолійович - Кошман Сергій Миколайович - Макаренко Анатолій Вікторович | - Перепелиця Григорій Миколайович - Попок Андрій Андрійович - Савенко Юрій Олексійович - Сємбінов Булат Каскєнович |